# Matt Passmore

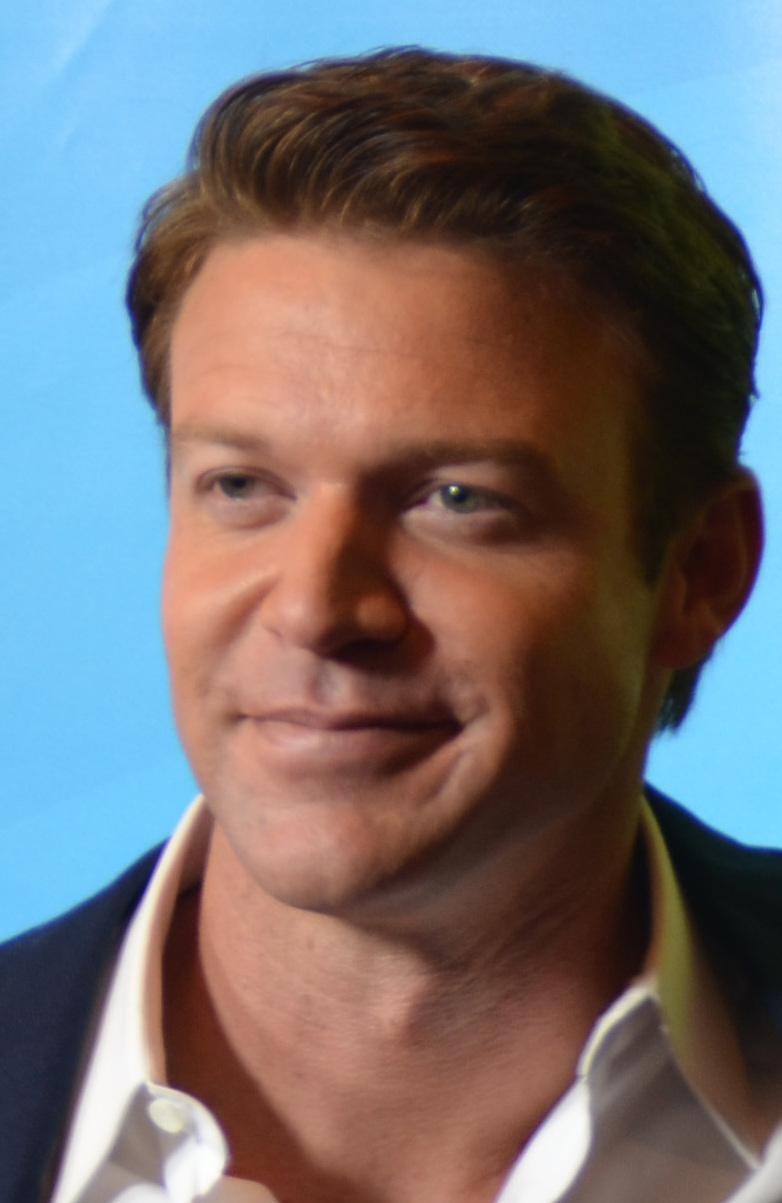
Matt Passmore (2014)

Matthew „Matt“ Passmore (* 24. Dezember 1972 in Wynnum-Manly, Brisbane) ist ein australischer Schauspieler. Er wurde durch seine Hauptrollen als Marcus Turner in McLeods Töchter und als Jim Longworth in The Glades bekannt.

## Leben und Karriere
Matt Passmore wurde 1972 in Wynnum-Manly, einem Stadtteil von Brisbane im australischen Bundesstaat Queensland, geboren. In den frühen 1990er-Jahren diente er in der Australian Army, bevor er nach Sydney zog. Dort absolvierte er 2001 zusammen mit Anna Torv ein Schauspielstudium am renommierten National Institute of Dramatic Art (NIDA) in Kensington mit einem Abschluss in darstellender Kunst.
Seine Karriere begann Passmore 2002 als Moderator der australischen Kindersendung Play School. 2003 folgte eine 16 Episoden umfassende Nebenrolle als Pete Jones in der Dramedy-Fernsehserie Always Greener und die Rolle des behinderten Brad Fingleton in der langlebigen Krimiserie Blue Heelers. Daneben hatte er wiederkehrende Nebenrollen in Fernsehserien wie The Cooks sowie einen Kurzauftritt in der Filmkomödie Die Maske 2: Die nächste Generation. 2005 hatte er zudem eine der Hauptrollen in der Comedyserie Last Man Standing, die nach einer Staffel eingestellt wurde. 
2006 erhielt er die Rolle des Marcus Turner in der mehrfach ausgezeichneten Dramaserie McLeods Töchter, wodurch er auch außerhalb Australiens bekannt wurde. Diese Rolle spielte er bis zum Serienende im Jahr 2009 in über 50 Episoden. 2008 und 2009 war er im Kurzfilm Noir Drive und in den Miniserien Underbelly: A Tale of Two Cities und The Cut zu sehen.
Im Anschluss zog er in die Vereinigten Staaten und erhielt dort die Hauptrolle im Fox-Pilotfilm Masterwork, die aber keine Serienbestellung erhielt. Von 2010 bis 2013 hatte er vier Staffeln lang die Hauptrolle als Detective Jim Longworth in der A&E-Network-Krimiserie The Glades inne. 2016 heiratete er die amerikanische Schauspielerin Natalia Cigliuti.

## Filmografie (Auswahl)
- 2003: Always Greener (Fernsehserie, 16 Episoden)
- 2003: Blue Heelers (Fernsehserie, 5 Episoden)
- 2004–2005: The Cooks (Fernsehserie, 5 Episoden)
- 2005: Die Maske 2: Die nächste Generation (Son of the Mask)
- 2005: Last Man Standing (Fernsehserie, 22 Episoden)
- 2006–2009: McLeods Töchter (McLeod’s Daughters, Fernsehserie, 55 Episoden)
- 2008: Noir Drive (Kurzfilm)
- 2009: Underbelly: A Tale of Two Cities (Miniserie, 8 Episoden)
- 2009: The Cut (Fernsehserie, 6 Episoden)
- 2010–2013: The Glades (Fernsehserie, 49 Episoden)
- 2014–2015: Satisfaction (Fernsehserie, 20 Episoden)
- 2017: Lethal Weapon (Fernsehserie, Episoden 1x17–1x18)
- 2017: Jigsaw
- 2019: Deadly Switch
- 2019–2021: Frayed (Fernsehserie, 10 Episoden)
- 2020: Tote Mädchen lügen nicht (13 Reasons Why, Fernsehserie, 5 Episoden)
- 2020: One Girl Army
- 2021: Younger  (Fernsehserie, 2 Episoden)
- 2022: Wrong Reasons
- 2023: North Shore – Tod in Sydney (Fernsehserie, 6 Episoden)
- 2023: MR-9: Secret Agent
- 2024: Tracker (Fernsehserie, Episode 2x02)
- 2025: Poker Face (Fernsehserie, Episode 2x04)